# Yixing (socken i Kina, Shanxi)
Yixing (kinesiska: 宜兴, 宜兴乡) är en socken i Kina. Den ligger i provinsen Shanxi, i den norra delen av landet, omkring 250 kilometer nordost om provinshuvudstaden Taiyuan. Antalet invånare är 11 195. Befolkningen består av 5 324 kvinnor och 5 871 män. Barn under 15 år utgör 19,0 %, vuxna 15-64 år 70 %, och äldre över 65 år 9,0 %.
Genomsnittlig årsnederbörd är 623 millimeter. Den regnigaste månaden är juli, med i genomsnitt 148 mm nederbörd, och den torraste är januari, med 2 mm nederbörd.